# Astragalus cyrusianus
Astragalus cyrusianus es una especie de planta del género Astragalus, de la familia de las leguminosas, orden Fabales.

## Distribución
Astragalus cyrusianus se distribuye por Irán.

## Taxonomía
Fue descrita científicamente por Parsa. Fue publicada en Fl. Iran 9: 9 (1966).